# Wilhelm Heinen
Wilhelm Heinen (* 26. Februar 1909 in Westhofen; † 12. Dezember 1986) war ein deutscher katholischer Theologe.

## Leben
Von 1928 bis 1934 studierte er Theologie in Paderborn und Würzburg. Nach der Priesterweihe 1934 in Paderborn, der Promotion zum Dr. theol. 1947 in Freiburg im Breisgau und der Habilitation 1953 für Moraltheologie an der Universität Freiburg im Breisgau war er von 1956 bis zur Emeritierung 1974 Professor für Moraltheologie an der Universität Münster.

## Schriften (Auswahl)
- Die Anthropologie in der Sittenlehre Ferdinand Geminian Wankers. 1758–1824. Freiburg im Breisgau 1955, OCLC 74018242.
- Liebe als sittliche Grundkraft und ihre Fehlformen. Moralpsychologische Deutung und moraltheologische Würdigung. Freiburg im Breisgau 1958, OCLC 717769137.
- Das Gewissen – sein Werden und Wirken zur Freiheit. Würzburg 1971, OCLC 250051561.
- Urfragen nach dem „Wie“ christlichen Lebens Würzburg 1974, ISBN 3-429-00371-7.